# Rio Reno
O Reno em Basileia, Suíça.
O Rio Reno (em alemão:  Rhein, em francês:  Rhin, em neerlandês:  Rijn e Rain em romanche) é um curso de água com 1 233 km de comprimento que atravessa a Europa de sul a norte, desaguando no mar do Norte no delta do Reno–Mosa–Escalda.
Junto com o rio Danúbio, o Reno constituía a maior parte da fronteira setentrional do Império Romano. Os romanos chamavam o rio de Rhenus. Desde essa época, o Reno é um curso de água muito usado para o transporte e o comércio. 
Entre as maiores e mais importantes cidades do Reno encontram-se Basileia, Estrasburgo, Colónia e Roterdão.

## Geografia
O Reno nasce nos Alpes, no leste da Suíça, no cantão de Grisões, a montante de Coira, e é o resultado da confluência de dois rios, o Reno Anterior (em alemão, Vorderrhein) e o Reno Posterior (Hinterrhein).
Desagua no mar do Norte misturando suas águas com as do rio Mosa no grande delta. Atravessa ou acompanha seis países: a Suíça, a Áustria, o Liechtenstein, a Alemanha, a França e os Países Baixos. Constitui a fronteira natural entre a Suíça e o Liechtenstein, entre a Alemanha e a Suíça e entre a Alemanha e a França.

### Subdivisões
O rio subdivide-se em oito trechos:

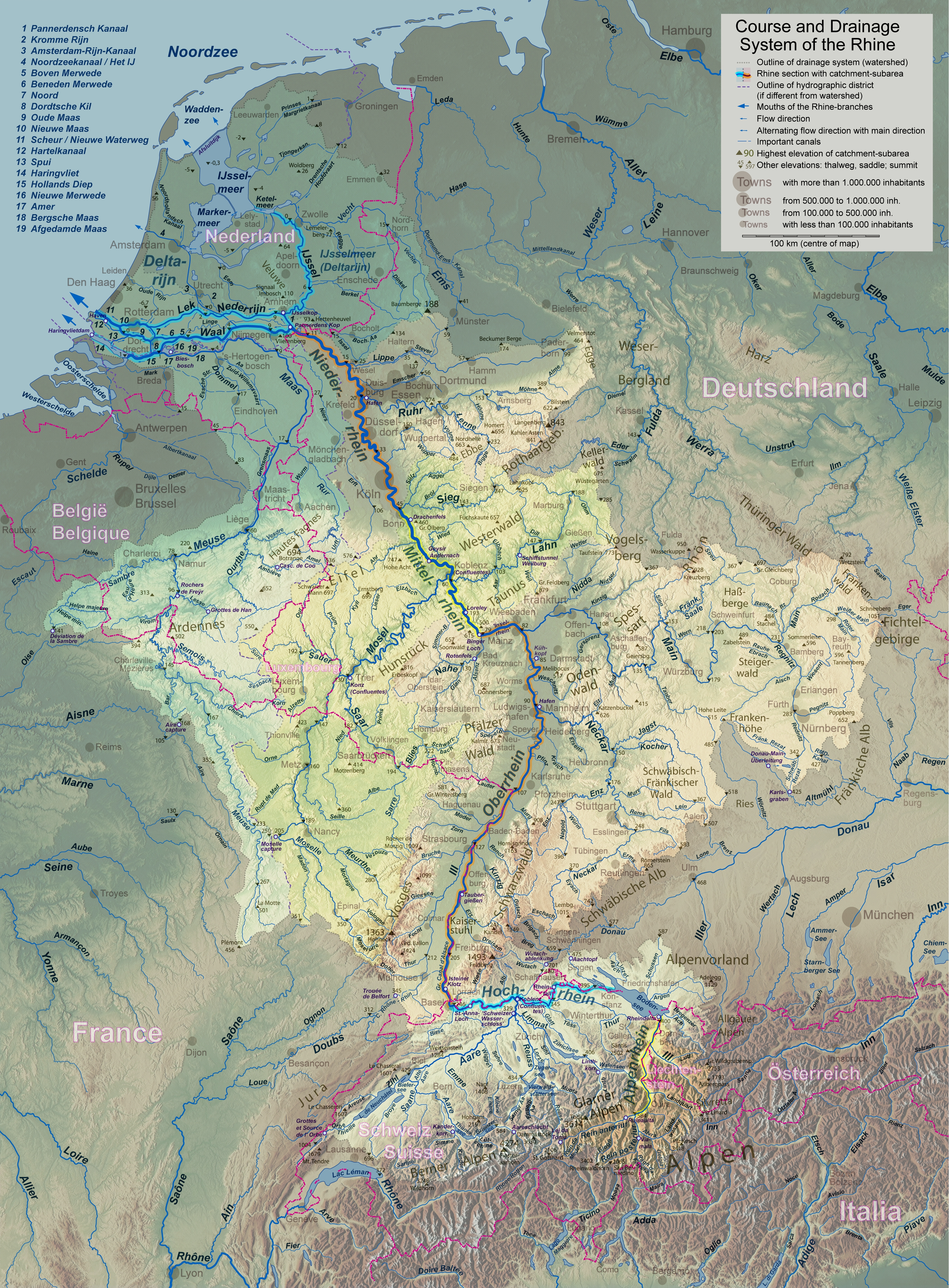
O Reno e seus afluentes

- km 0 - 76: Região dos dois rios formadores do Reno - o Reno anterior (em alemão, Vorderrhein)  e o Reno posterior (Hinterrhein)
- km 76 - 162: Reno alpino (Alpenrhein) entre a confluência dos dois rios de fonte e a foz ao lago de Constança perto de Bregenz
- km 162 - 228: Lago de Constança com as duas partes: lago superior e lago inferior (Obersee e Untersee)
- km 228 - 373: Reno alto (Hochrhein) entre o final do lago inferior e Basileia
- km 373 - 732: Reno superior (Oberrhein) entre Basileia e Bingen
- km 732 - 856: Reno médio (Mittelrhein) entre Bingen e Bona
- km 856 - 1 066: Reno inferior (Niederrhein) entre Bona e a fronteira alemã-neerlandesa
- km 1 066 - 1 233: Delta do Reno nos Países Baixos

Nos Países Baixos, o delta do Reno dá origem a vários braços:
- Perto de Nimegue, o Reno se divide no Baixo Reno (ou Nederrijn em neerlandês), no rio Linge e no rio Waal;
- Em Arnhem, o Baixo Reno se divide no Baixo Reno e no Issel;
- Perto de Gorinchem, o Waal se une a um braço da Mosa e continua com o nome Merwede;
- Depois de Wijk bij Duurstede, o Baixo Reno se divide no rio Lek, no Reno Velho (ou Oude Rijn em neerlandês) e no Reno Curvado (ou Kromme Rijn em neerlandês).

## História

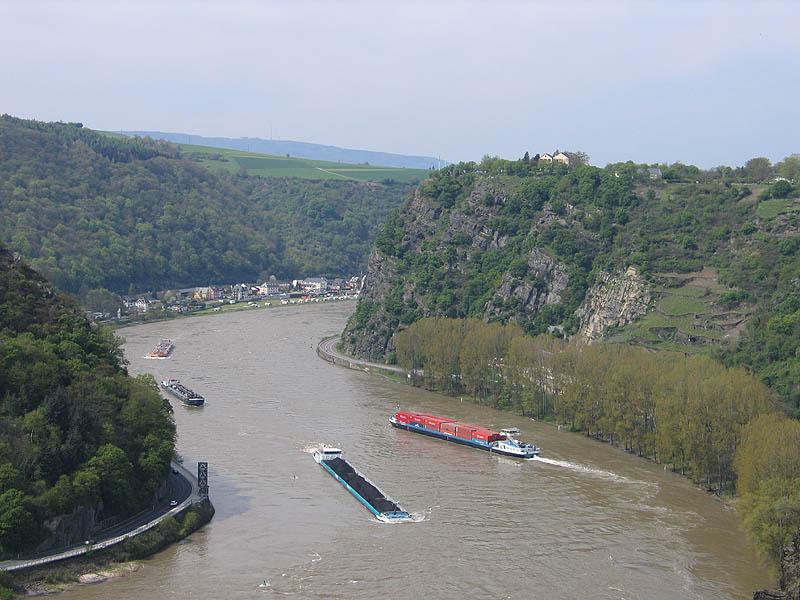
Lorelei

Esta característica de fronteira nacional é relativamente recente, com exceção do período durante o qual o Império Romano transformou-o em uma barreira ao norte contra os bárbaros, com uma fronteira (limes) recheada de fortificações, como Colônia ou Estrasburgo. Entre a queda do Império romano e a conquista da Alsácia por Luís XIV, o Reno fazia parte do mundo germânico, que o denominava Vater Rhein, o "Reno paternal".
O Reno está ligado com numerosos eventos históricos, como por exemplo:
- A Batalha da Floresta de Teutoburgo na qual as tropas romanas a norte do rio (três legiões) foram aniquiladas pelos queruscos, de forma que o imperador Augusto decidiu estabelecer o Reno como fronteira norte do Império Romano e renunciar a qualquer expansão nas terras germânicas. A batalha teve um resultado de 20 000 mortes.[7][8]
- Numa noite de dezembro de 406, suevos, alanos e vândalos cruzaram o Reno gelado em Mogúncia, assolando a Gália e espalhando-se pelo Império Romano.
- Em 1806, Napoleão I estabeleceu a Confederação do Reno, após a conquista da quase totalidade da Renânia.
- O Reno foi historicamente uma fonte de problemas fronteiriços entre França e Alemanha. Por exemplo, em 1840 a crise do Reno evoluiu devido ao primeiro-ministro francês Thiers ter começado a falar acerca da fronteira do Reno.  A canção nacionalista "A guarda junto ao Reno" (Die Wacht am Rhein) foi composta naquela época e durante a Guerra Franco-Prussiana elevou-se à categoria de hino nacional na Alemanha. A canção apela à defesa do Reno contra a França e foi popular durante a Primeira Guerra Mundial.
- Após a Primeira Guerra Mundial, o Tratado de Versalhes especificou a desmilitarização da Renânia, entre a fronteira francesa e o Reno, mais uma faixa de 50 km a leste do rio.

## Hidrologia

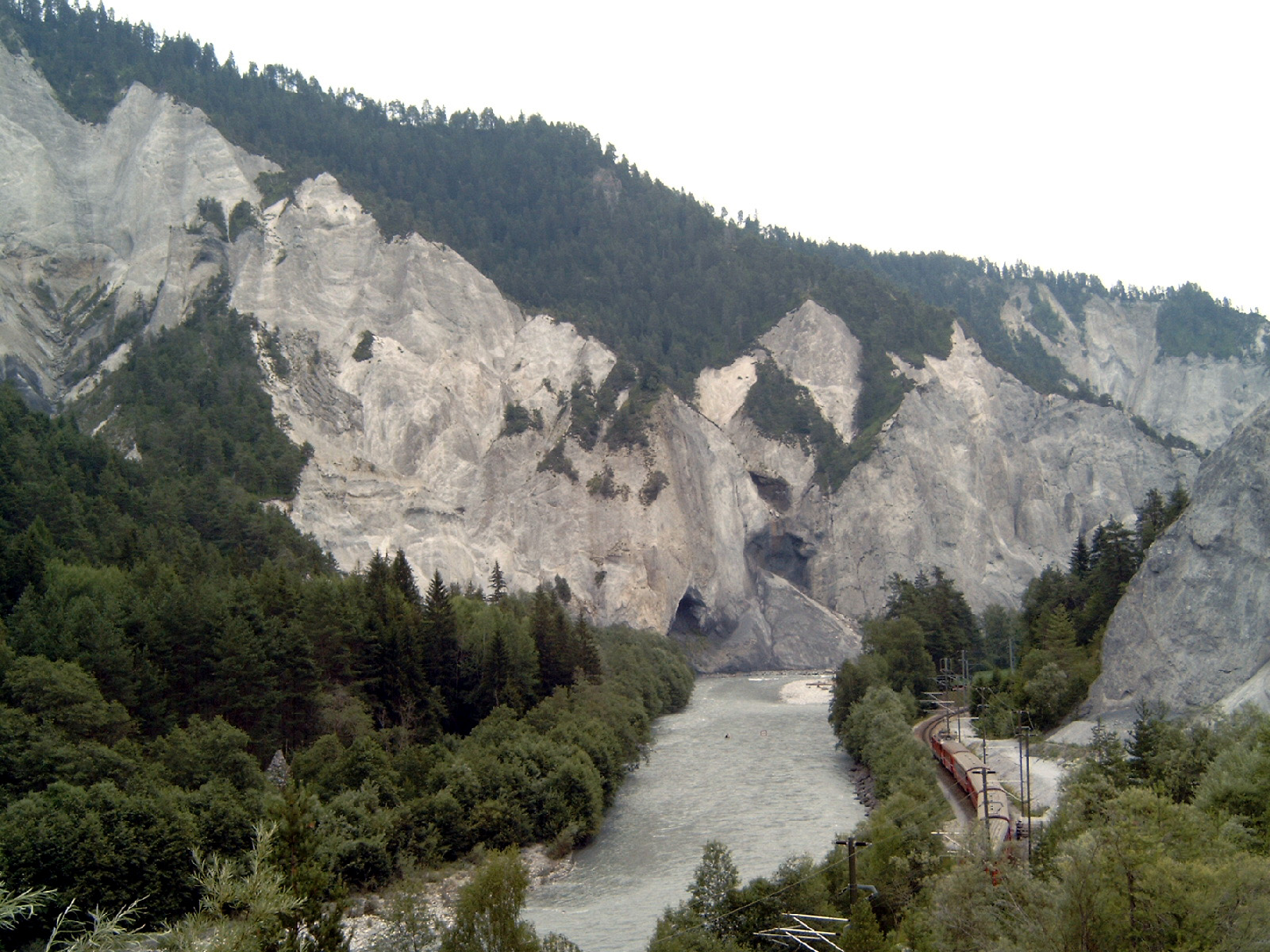
Desfiladeiro ou Ruinaulta entre Ilanz/Glion e Chur na Suíça

Tendo entre 14 000 e 17 000 anos de idade, as cataratas do Reno têm uma altura de 23 m (desnível total de 33 m) e uma largura de 150 m, com um fluxo médio de 700 m³/s.
O fluxo médio anual na fronteira franco-alemã é de 1 240 m³/s e o fluxo médio em Estrasburgo é de 1 080 m3/s. Em Basileia, o valor médio é 1 062 m3/s, em tempo de seca 202 m³/s e a maior enchente foi 5 700 m³/s.

### Afluentes
| km a partir da fonte | Lado orográfico | Afluente        | Comprimento (km) | Área de desaguamento km² | Escoamento medio (m³/s) | Trecho              |
| -------------------- | --------------- | --------------- | ---------------- | ------------------------ | ----------------------- | ------------------- |
| 162                  | Direito         | Bregenzer Ach   | 80               |                          |                         | Lago de Constança   |
| 267                  | Esquerdo        | Thur            | 135              | 1 698                    | 47                      | Reno alto           |
| 303,17               | Direito         | Wutach          | 90               | 1 123                    | 16,2                    | Reno alto           |
| 305,20               | Esquerdo        | Aar             | 291              | 17 620                   | 590                     | Reno alto           |
| 456,50               | Direito         | Elz             | 90               | 1 481                    | 22,4                    | Reno superior       |
| 501,16               | Direito         | Kinzig          | 93               | 1 406                    | 28                      | Reno superior       |
| 514,19               | Esquerdo        | Ill             | 217              | 4 761                    | 53,7                    | Reno superior       |
| 537,50               | Esquerdo        | Moder           | 93               | 1 720                    | 16,6                    | Reno superior       |
| 631,2                | Direito         | Neckar          | 367              | 14 000                   | 145                     | Reno superior       |
| 699,6                | Direito         | Meno            | 524              | 27 292                   | 225                     | Reno superior       |
| 732,1                | Esquerdo        | Nahe            | 116              | 4 067                    | 30,3                    | Reno superior/médio |
| 788,7                | Direito         | Lahn            | 246              | 5 924                    | 54                      | Reno médio          |
| 795,3                | Esquerdo        | Mosela          | 544              | 28 286                   | 315                     | Reno médio          |
| 813,2                | Direito         | Wied            | 102              | 771                      | 12,1                    | Reno médio          |
| 832,4                | Esquerdo        | Ahr             | 89               | 900                      | 8,9                     | Reno médio          |
| 862,35               | Direito         | Sieg            | 155              | 2 857                    | 52,8                    | Reno inferior       |
| 906,3                | Direito         | Wupper          | 117              | 827                      | 15                      | Reno inferior       |
| 943,2                | Esquerdo        | Erft            | 103              | 1 838                    |                         | Reno inferior       |
| 983,1                | Direito         | Ruhr            | 219              | 4 485                    | 79                      | Reno inferior       |
| 1 000,7              | Direito         | Emscher         | 84               | 775                      | 16                      | Reno inferior       |
| 1 017,45             | Direito         | Lippe           | 220              | 4 888                    | 46                      | Reno inferior       |
| 1 128,5              | Esquerdo        | Mosa (até 1904) | 920              | 34 548                   | 400                     | Delta               |

## Economia

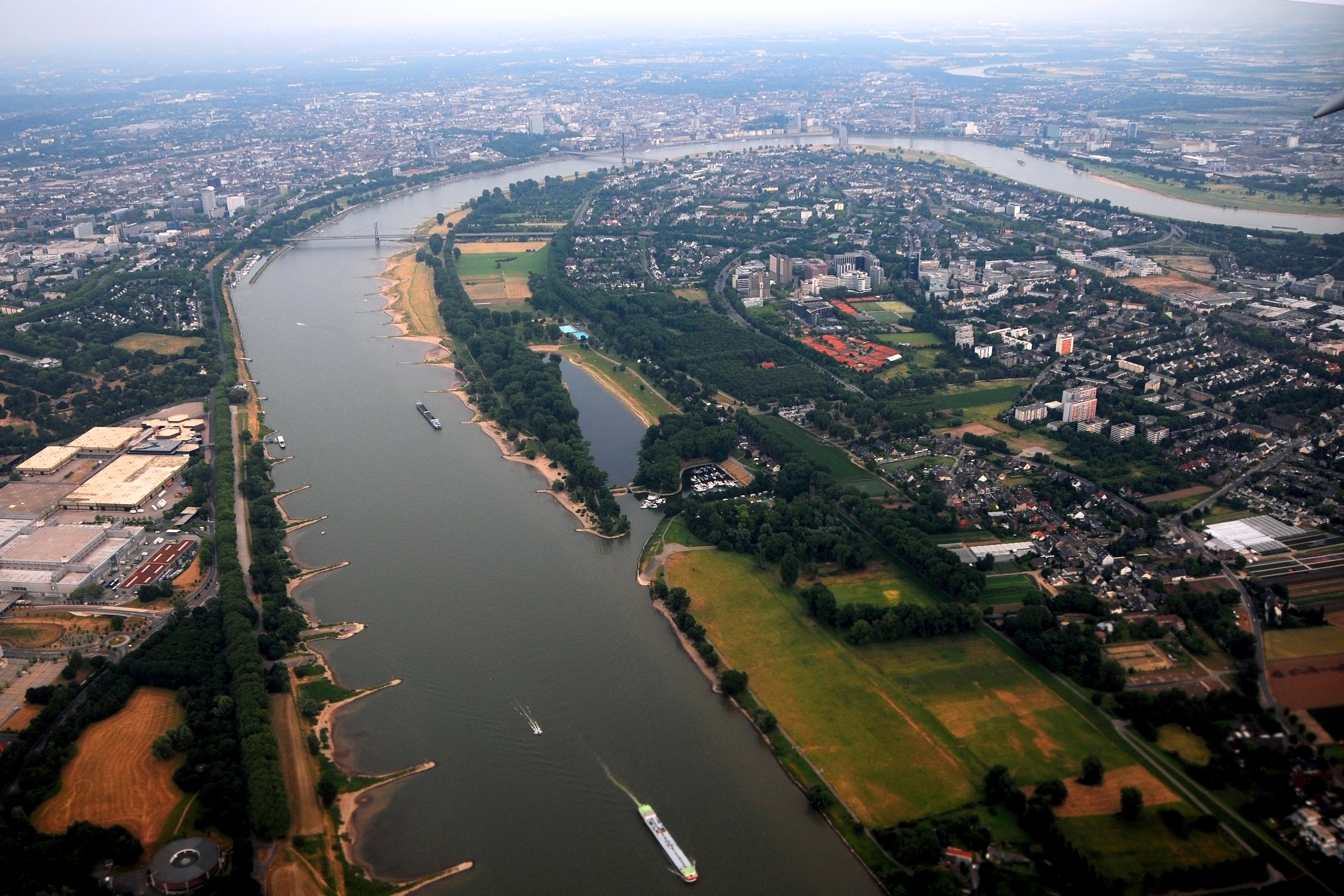
Düsseldorf

Entre a cidade de Basileia e seu estuário, o Reno atravessa uma das zonas mais densamente povoadas da Europa Ocidental, historicamente rica em comércio, e desagua onde se desenvolveu a cidade de Roterdã, nos Países Baixos, o mais importante centro portuário europeu.
O Vale do Reno também foi o berço de uma das principais regiões da Revolução Industrial, a região do Ruhr, que beneficia de uma importante reserva de recursos minerais, de fácil acesso e favoráveis ao desenvolvimento da industrialização.
Desde a Convenção de Mannheim de 1868, o Reno é considerado uma região de águas internacionais da última ponte da Basileia até o mar do Norte, assegurando à Suíça um acesso livre ao mar. A sede da Comissão central pela Navegação do Reno é em Estrasburgo. Fundada em 1815, durante o Congresso de Viena, é a mais antiga organização internacional.
Em 2000, a Organização das Nações Unidas para a Educação, Ciência e Cultura (UNESCO) inscreveu os 65 km do Vale Médio do Reno na lista do Patrimônio Mundial, juntamente com o rochedo da Lorelei, perto da cidade de Saint-Goar, na Alemanha.
Em 2004, foi feita uma despoluição no rio, no valor de 15 bilhões de dólares.

## Departamentos
O Reno deu seu nome aos dois departamentos franceses da região Alsácia:
- Baixo Reno (Bas-Rhin, cuja capital é Estrasburgo)
- Alto Reno (Haut-Rhin, cuja capital é Colmar)

Dá também o seu nome a dois estados da Alemanha:
- Renânia-Palatinado (Rheinland-Pfalz)
- Renânia do Norte-Vestfália (Nordrhein-Westfalen)

## Cidades
Cidades com mais que 50 000 habitantes nas margens do rio Reno (iniciando na fonte do rio):
- Friedrichshafen (Lago de Constança, 59 002 hab.)[10]
- Constança (84 693 hab.)[11]
- Basileia (169 536 hab.)[12]
- Estrasburgo (272 975 hab.)[13]
- Karlsruhe (294 761 hab.) [14]
- Speyer (49 857 hab.)
- Ludwigshafen (164 351 hab.)
- Mannheim (313 174 hab.)
- Worms (81 736 hab.)
- Mogúncia (199 237 hab.)
- Wiesbaden (275 976 hab.)
- Coblença (106 087 hab.)
- Neuwied (65 319 hab.)
- Bona (324 889 hab.)[15]
- Colônia (1 007 119 hab.)
- Leverkusen (161 279 hab.)
- Dormagen (63 530 hab.)
- Neuss (151 449 hab.)
- Düsseldorf (582 222 hab.)
- Krefeld (236 516 hab.)
- Duisburgo (496 665 hab.)
- Wesel (61 337 hab.)
- Arnhem (Rio Reno Baixo, 145 417 hab.)
- Nimegue (Rio Waal, 161 675 hab.)
- Nieuwegein (Rio Lek, 61 234 hab.)
- Dordrecht (Rio Waal, Rio Merwede, 118 390 hab.)
- Roterdão (Rio Nieuwe Maas, 584 107 hab.)

## Na cultura
O compositor alemão Robert Schumann (1810-1856) compôs uma sinfonia, a n.º 3, com o título de Renish ou Renana, em mi bemol maior, expressando na obra suas evocações e memórias do rio Reno, bem como a influência de suas paisagens e lendas na alma dos românticos alemães.
| “ | Il y a toute l'histoire de l'Europe (…) dans ce fleuve des guerriers et des penseurs, dans cette vague superbe qui fait bondir la France, dans ce murmure profond qui fait rêver l'Allemagne. Le Rhin réunit tout. « Toda a história da Europa (…) está resumida neste rio de guerreiros e de pensadores, nesta onda imensa que sacode a França, neste murmúrio profundo que faz sonhar a Alemanha. O Reno reúne tudo. » | ” |